# Råtunaleken
Råtunaleken är en roman skriven av Gösta Gustaf-Janson och utgiven 1962.

## Handling
Råtunaleken handlar om den frånskilde Pelle von Knooth som av en slump träffar varietéartisten Toni, vilket gör att hans liv tar en äventyrligare vändning.
En strid om ett arv spelar en viktig roll i handlingen.

## Källa
- Gustaf-Janson, Gösta (1962). Råtunaleken. Stockholm: Albert Bonniers Förlag. Libris 1788278